# Vrăjitoarele zburătoare (film de animație)
Vrăjitoarele zburătoare este cel de-al 98-lea desen animat al seriei Tom și Jerry, creat în 1955 și regizat și produs de William Hanna și Joseph Barbera, cu muzică de Scott Bradley. Animația a fost realizată de Kenneth Muse, Barge Ed, Spence Irven și Marshall Lewis. Aceasta a fost produsă în CinemaScope și lansat în cinematografe pe 27 ianuarie 1956 de Metro-Goldwyn-Mayer.